# Olympus Stylus 700

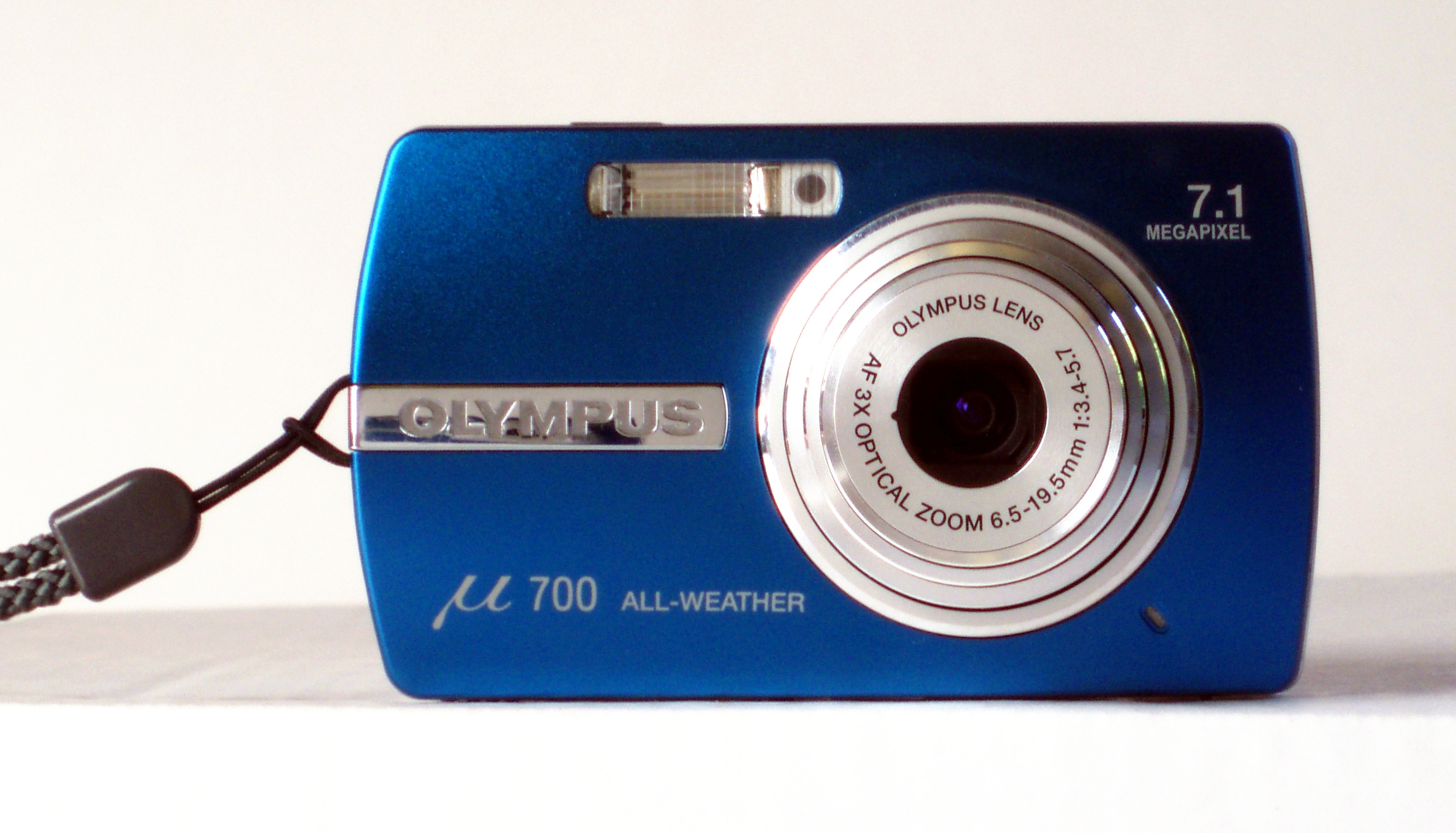
Olympus µ 700

Olympus Stylus 700 (ook: μ ("mju") 700) is een ultra-compacte digitale camera die in 2006 op de markt is gebracht door Olympus Corporation. 

## Kenmerken
De camera heeft een spatwaterwerende huls die geleverd kan worden in de kleuren: zwart, grijs, oranje en blauw. De mju 700 heeft een resolutie van maximaal 3072×2304 pixels en 7.1 megapixels.

## Foto's die zijn gemaakt met de Olympus Stylus 700

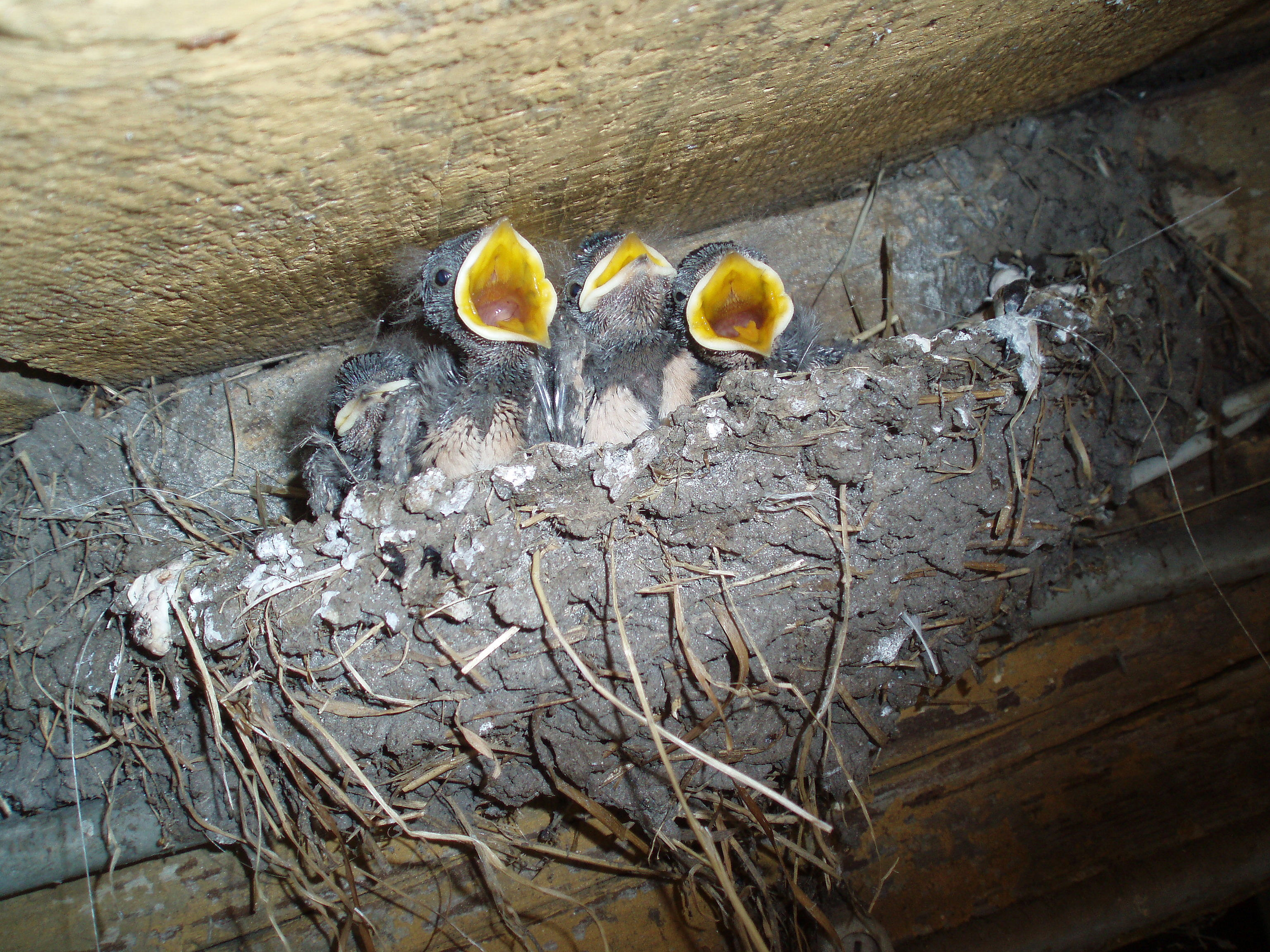
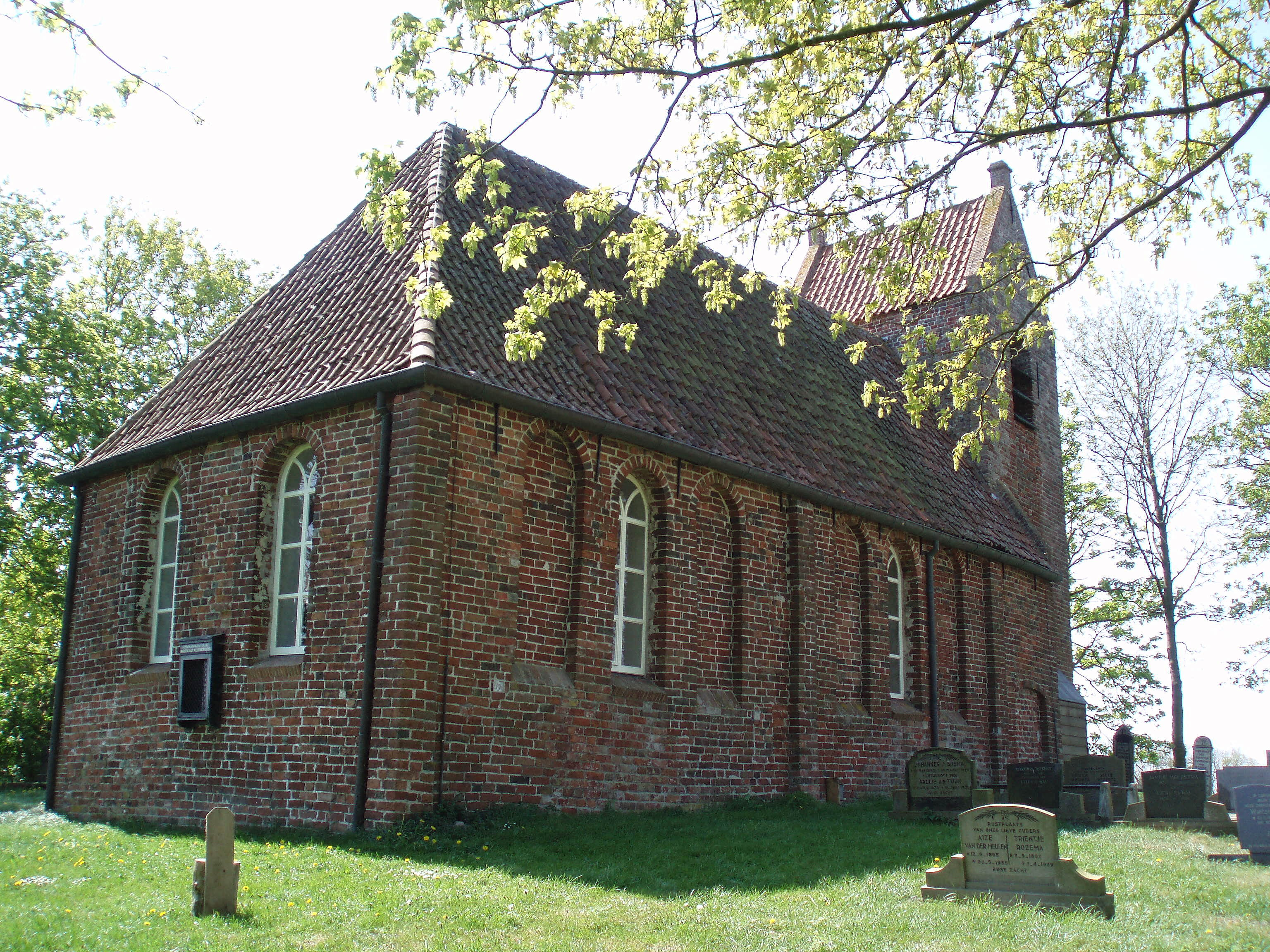